# Dongguan Rail Transit
Die Dongguan Rail Transit oder Metro Dongguan (chinesisch 东莞轨道交通, Pinyin Dōngguǎn guǐdào jiāotōng) ist die U-Bahn der südchinesischen Stadt Dongguan in der Provinz Guangdong. Das Netz wurde am 27. Mai 2016 mit der Eröffnung der Linie 2 in Betrieb genommen. Drei weitere Linien befinden sich in Bau oder Planung.

## Netz
Im Endausbau mit vier Linien soll das Liniennetz 194,4 Kilometer und 55 Stationen umfassen, wovon 9 Umsteigestationen sind.

### Linie 2
Die bereits eröffnete Linie 2 verläuft zwischen dem Bahnhof Dongguan und dem Bahnhof Humen, hat eine Länge von 37,7 km und 15 Stationen, davon liegen 33,7 km und 14 Stationen im Tunnel. Der Bahnhof Humen bietet eine Umsteigemöglichkeit zur Schnellfahrstrecke Guangzhou–Shenzhen–Hongkong. Der Bahnhof Dongguan bindet die Linie an die konventionelle Eisenbahnstrecke Guangzhou–Shenzhen an. Auf der Linie werden 20 Sechswagenzüge des Typs B von CSR Nanjing Puzhen und Bombardier eingesetzt.

### Linie 1
Die im Bau befindliche Linie 1 führt von Nordwesten nach Südosten durch die Stadt. Sie soll im Nordwesten an die Guangzhou Metro und im Südosten an die Shenzhen Metro angebunden werden. Die Länge der ersten Ausbaustufe soll 58 Kilometer betragen, wovon 30,3 Kilometer im Tunnel verlaufen sollen. Sie soll 21 Stationen haben, wovon sich 13 im Tunnel befinden werden. Die Linie 1 wird Umsteigemöglichkeiten auf die drei anderen U-Bahn-Linien, aber auch auf die Intercity-Verbindungen der Chinesischen Eisenbahn nach Shenzhen und Huizhou bieten. Der Bau dieser Strecke wurde im März 2016 von der Provinz Guangdong genehmigt, die Investitionssumme beträgt 32,9 Milliarden Yuan. Die Höchstgeschwindigkeit auf dieser Strecke soll 120 km/h betragen.